# ألكساندرا هاغان
ألكساندرا هاغان (بالإنجليزية: Alexandra Hagan)‏ هي مجدفة أسترالية، ولدت في 21 مارس 1991 في بانباري في أستراليا.

## وصلات خارجية
- ألكساندرا هاغان على موقع الاتحاد الدولي للتجديف (الإنجليزية)
- ألكساندرا هاغان على موقع اللجنة الأولمبية الدولية (الإنجليزية)
- ألكساندرا هاغان على موقع أوليمبيديا (الإنجليزية)
- ألكساندرا هاغان على موقع اللجنة الأولمبية الأسترالية (الإنجليزية)